# Bistum Melo
Das Bistum Melo (lateinisch Dioecesis Melensis) ist ein römisch-katholisches Suffraganbistum in Uruguay mit Sitz in Melo.

## Geschichte
Aus der Teilung des Bistums Florida wurde das heutige Bistum Melo am 15. November 1955 errichtet. Aus dem Bistumsterritorium Melo ging am 25. Juni 1960 das Bistum Minas hervor. Kirchenrechtlich untersteht das Bistum Melo dem Metropolitanbistum und Erzbistum von Montevideo.

## Bischöfe von Melo
- José Maria Cavallero, 1955–1960, dann Bischof von Minas
- Orestes Santiago Nuti Sanguinetti SDB, 1960–1962, dann Bischof von Canelones
- Roberto Reinaldo Cáceres González, 1962–1996
- Nicolás Cotugno Fanizzi SDB, 1996–1998, dann Erzbischof von Montevideo
- Luis del Castillo Estrada SJ, 1999–2009
- Heriberto Andrés Bodeant Fernández, 2009–2021, dann Bischof von Canelones
- Pablo Alfonso Jourdán Alvariza, seit 2021

## Weblinks

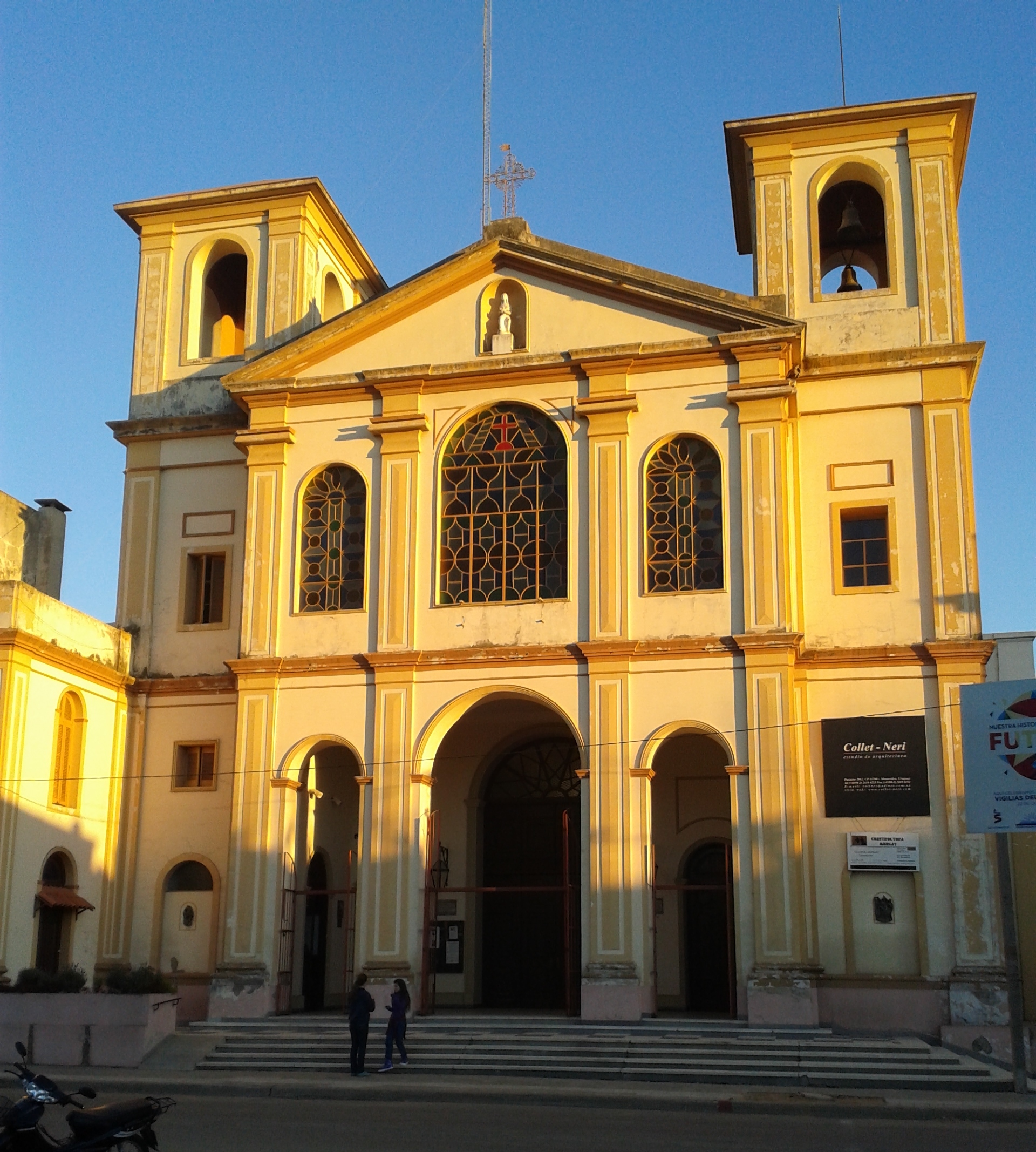
Kathedrale von Melo